# ChemCam

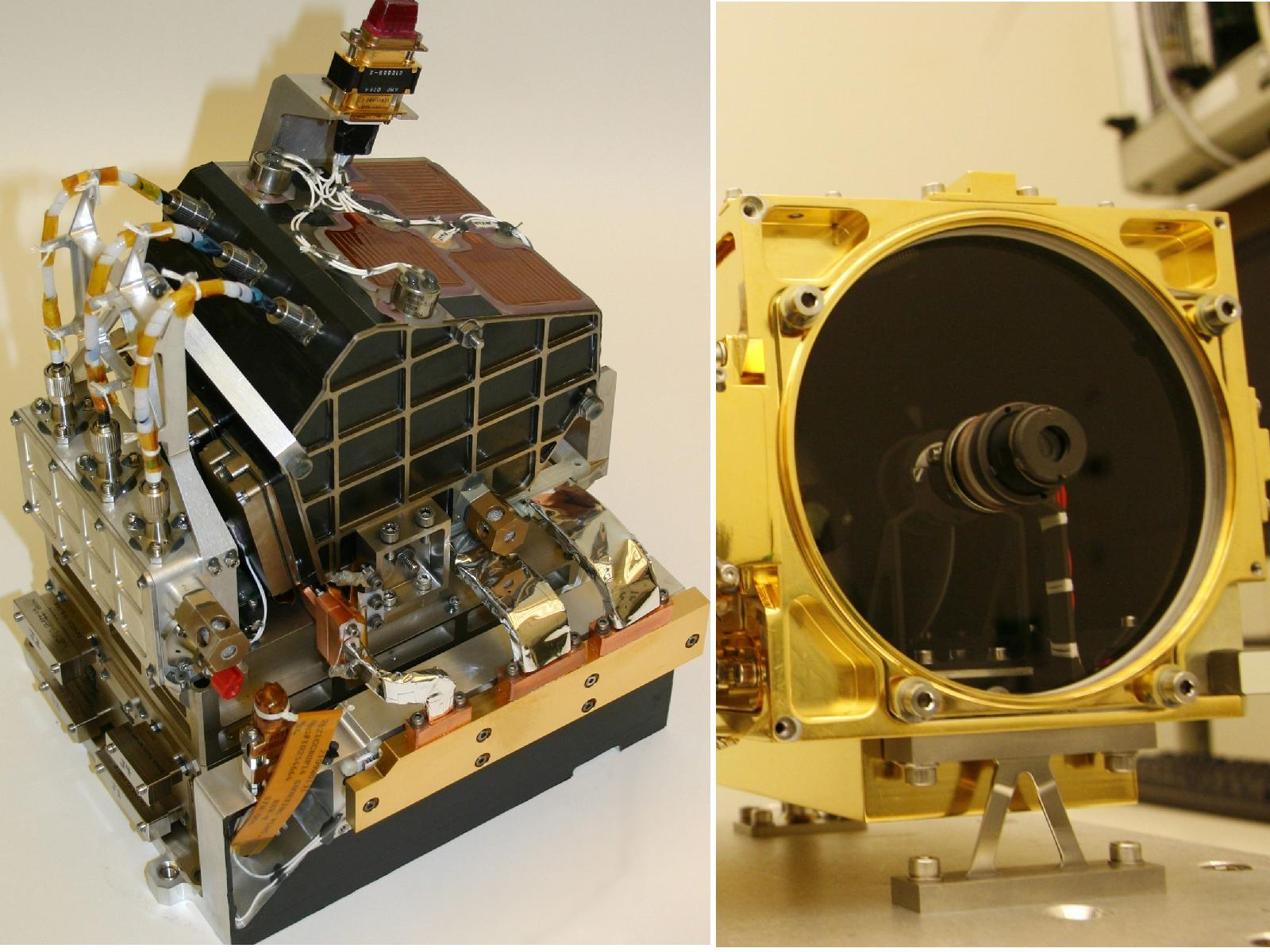
マスト用の内部分光計（左）とレーザー望遠鏡（右）

調査を行うキュリオシティローバー（アーティストの概念）

ChemCam（英語: Chemistry and Camera complex、ケムカム、化学分析カメラもしくは化学カメラ装置とも）は、火星にあるキュリオシティローバー用のリモートセンシング機器構成。名前が示すように、ChemCamは、実際には2つの異なる機器、レーザー誘起ブレークダウン分光法（LIBS）とリモートマイクロイメージャー（RMI）望遠鏡を1つに組み合わせたものである。LIBS機器の目的は、岩石と土壌の元素組成を分析し、RMIは、ChemCamの科学者に、LIBSが対象とする岩石と土壌のサンプリング領域の高解像度画像を提供する。LIBS機器は、7 m (23 ft)離れた岩石または土壌のサンプルをターゲットにし、1067 nm赤外線レーザーから約305ナノ秒のパルスで少量を気化させ、気化した岩石から放出される光のスペクトルを観察する。

## 概要
ChemCamには、最大6,144の異なる波長の紫外線、可視光、および赤外光を記録する機能がある。発光プラズマのボールの検出は、240 nmおよび800 nmの間の可視、近UV、および近赤外線の範囲で行われる。火星でのキュリオシティローバーによるChemCamの最初の最初のレーザーテストは、2012年8月19日にブラッドベリ・ランディング近くの岩、N165（「コロネーション岩）で実行された。
同じ収集光学系を使用して、RMIはLIBS分析スポットのコンテキスト画像を提供。 RMIは、10 m（33 ft）の距離で1 mm（0.039 in）のオブジェクトを解決し、その距離で20 cm（7.9 in）をカバーする視野がある。RMIは、遠くの地質学的特徴や風景の画像を撮影するためにも使用されている。
ChemCam機器セットは、ロスアラモス国立研究所とフランスのCESR研究所によって開発された。支柱部分は、フランスCNESからロスアラモス国立研究所に納入された。

## 計装

### レーザー誘起ブレークダウン分光法

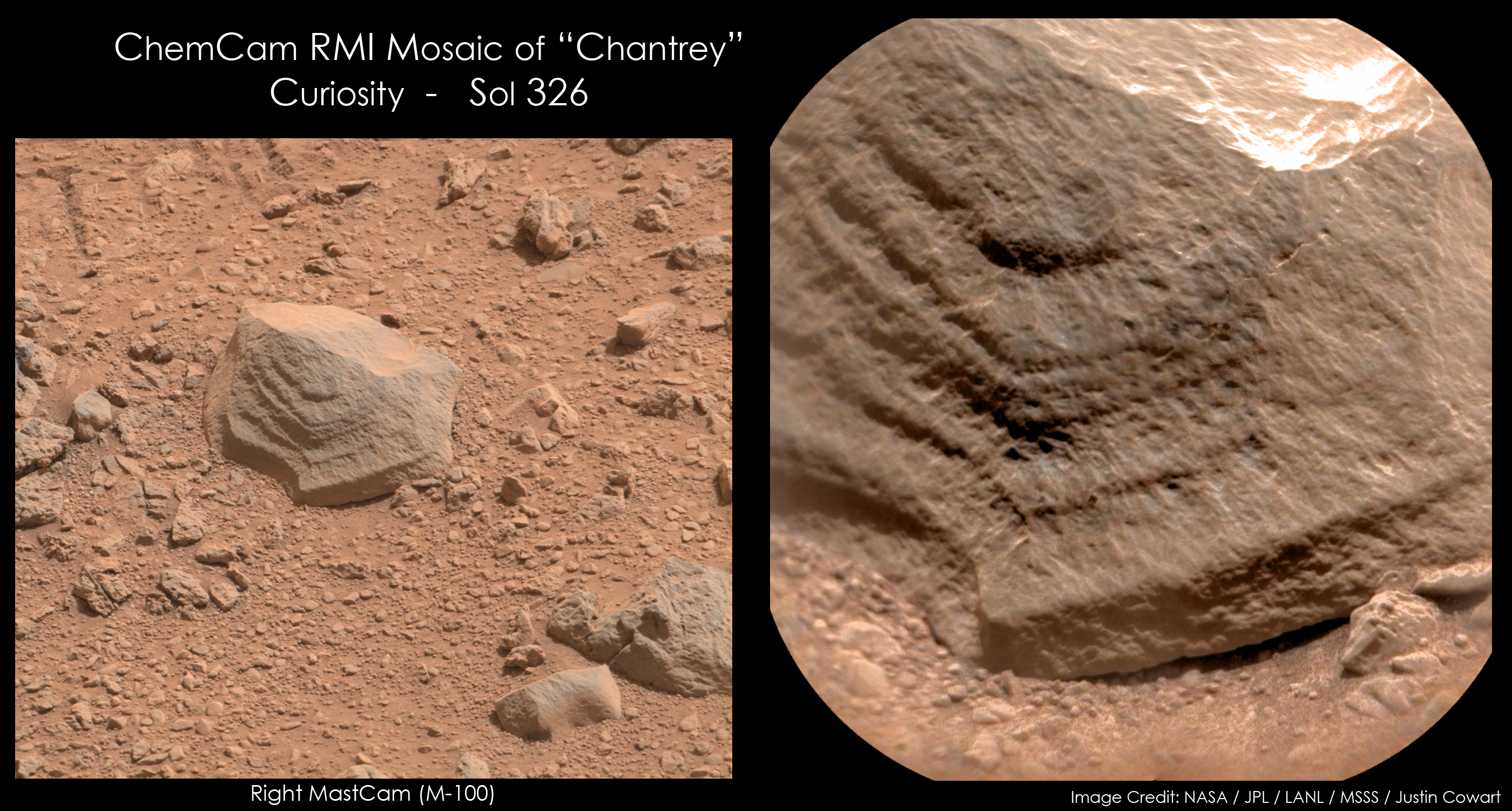
右のMastCam（M-100）画像（左）を使用して色付けされた、「シャントレー岩」の5フレームのChemCam RMIモザイク（右）。Image Credit: NASA / JPL / LANL / MSSS / Justin Cowart

ChemCamは、惑星科学ミッションの一環として、レーザー誘起ブレークダウン分光法（LIBS）を初めて使用したことを示す。レーザーはキュリオシティローバーのマストに配置され、マストにある望遠鏡によって焦点が合わせられるが、分光計はローバーの本体に内蔵されている。通常、レーザーは1つのポイントで30ショットを発射し、レーザーショットごとに気化した岩石から分光測定値を収集し、選択したターゲット上の複数のポイントをサンプリングする。岩盤観測では、火星の塵に汚染されていると考えられるため、ポイントの最初の5ショットは破棄される。1点の残りのショットは、化学組成の計算のために平均化される。特定のターゲットに9または10の分析ポイントがあるのは一般的ではあるが、常にそうであるとは限らない。一部のターゲットはわずか4ポイントだが、一部のターゲットは20ポイントある。

## 画像

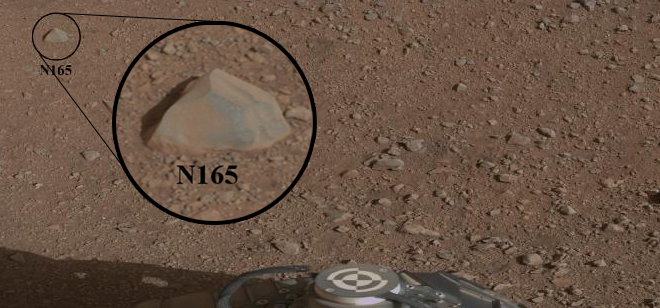
キュリオシティのChemCamレーザーアナライザーの火星の最初のターゲット（ コロネーション岩、2012年8月19日）。
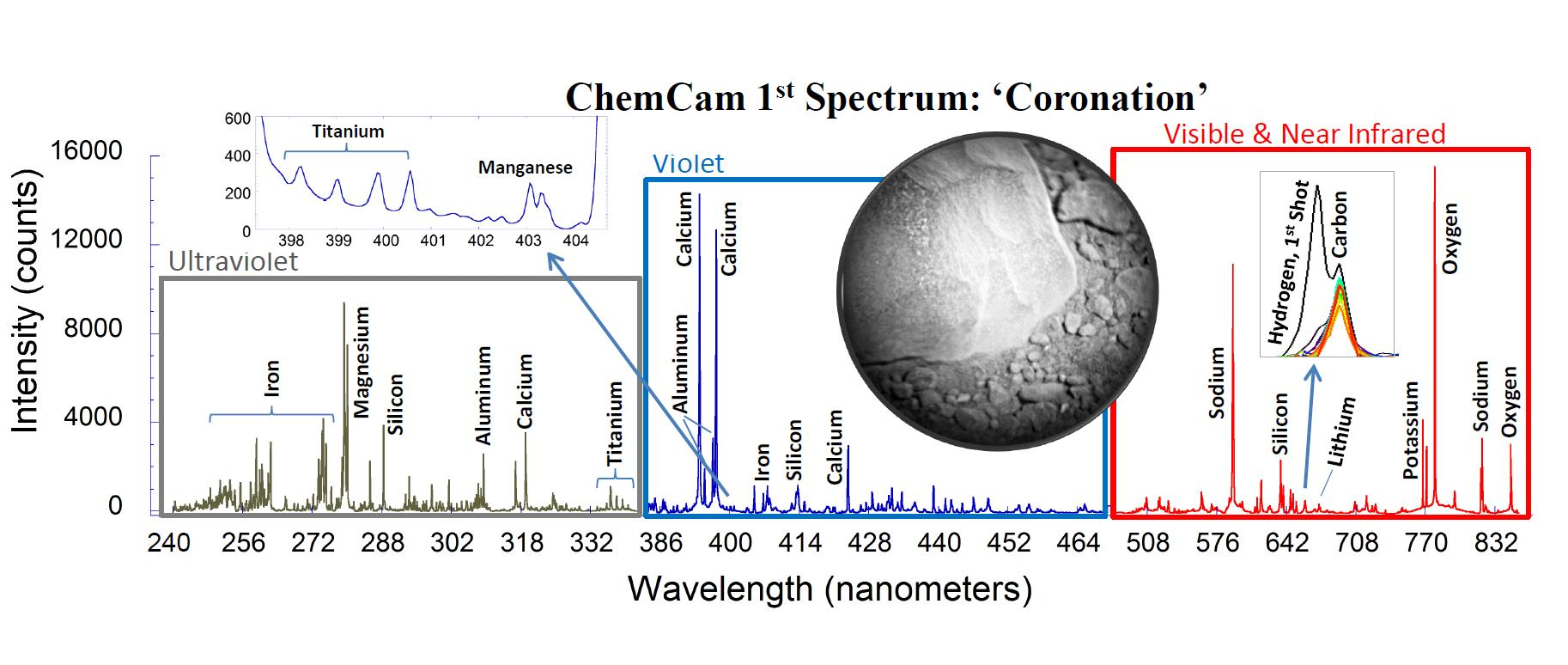
キュリオシティのChemCamからの化学元素の最初のレーザースペクトル（ コロネーション岩、2012年8月19日）。
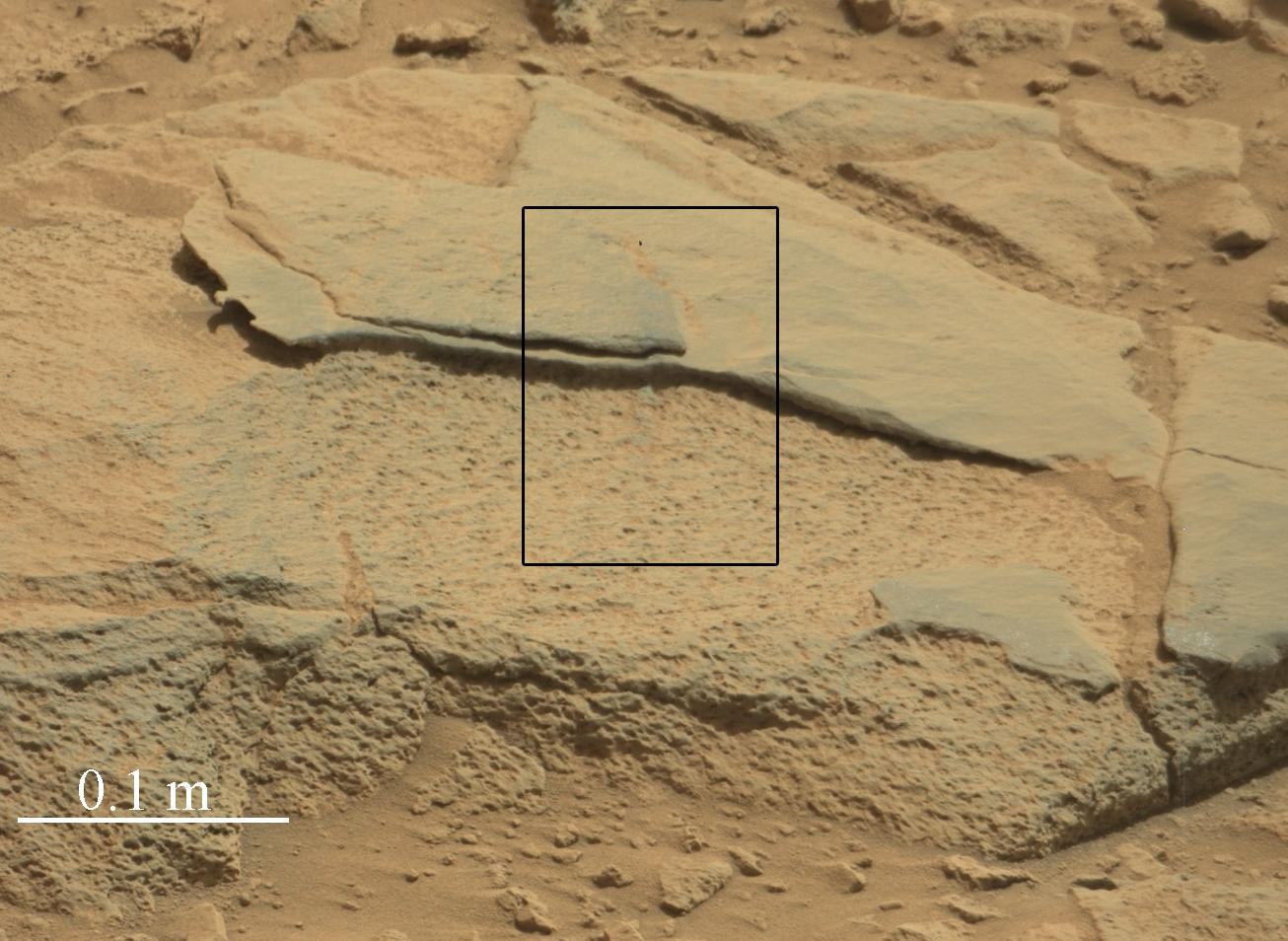
キュリオシティのChemCamレーザーアナライザーの火星のターゲット（クローズアップ）（ イサカ岩、2013年10月30日）。
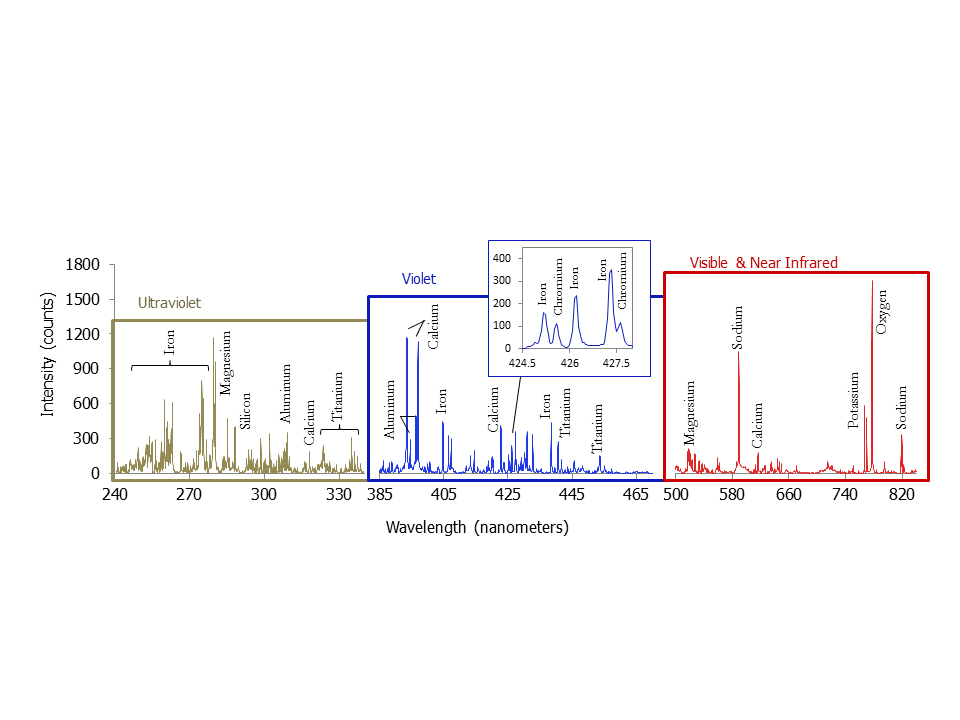
キュリオシティのChemCamからの化学元素のレーザースペクトル（ イカサ岩、2013年10月30日）。
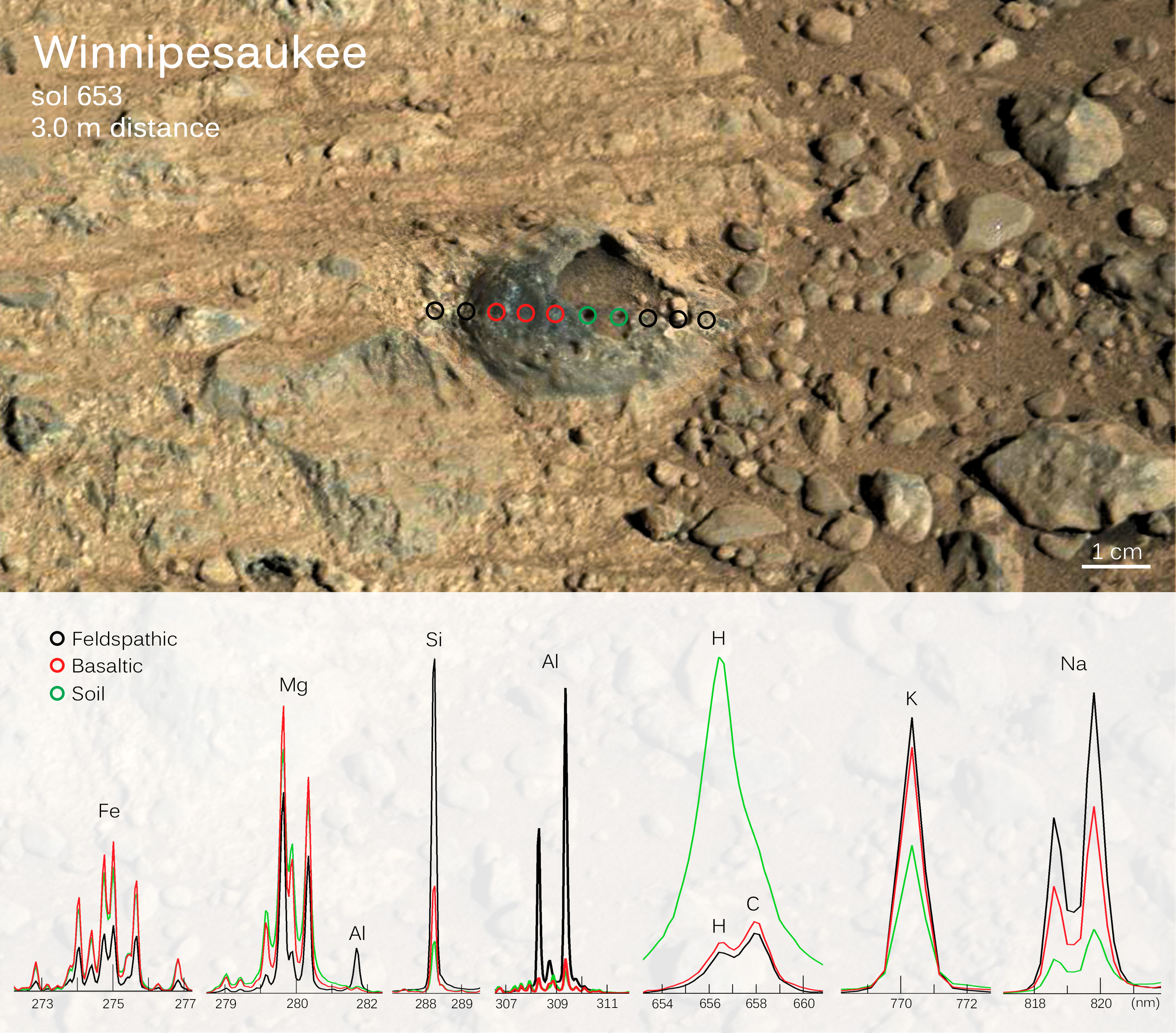
キュリオシティのChemCamレーザーアナライザーの火星のターゲット（ ウィニペソーキー岩、2014年6月8日）。
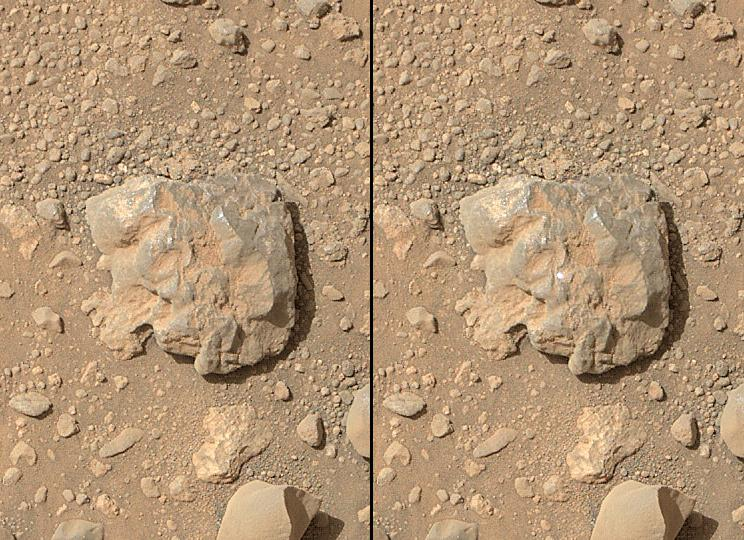
キュリオシティによって火星で画像化された最初のレーザースパーク（ ノヴァ岩; 2014年7月12日;ビデオ（01:07） ）。
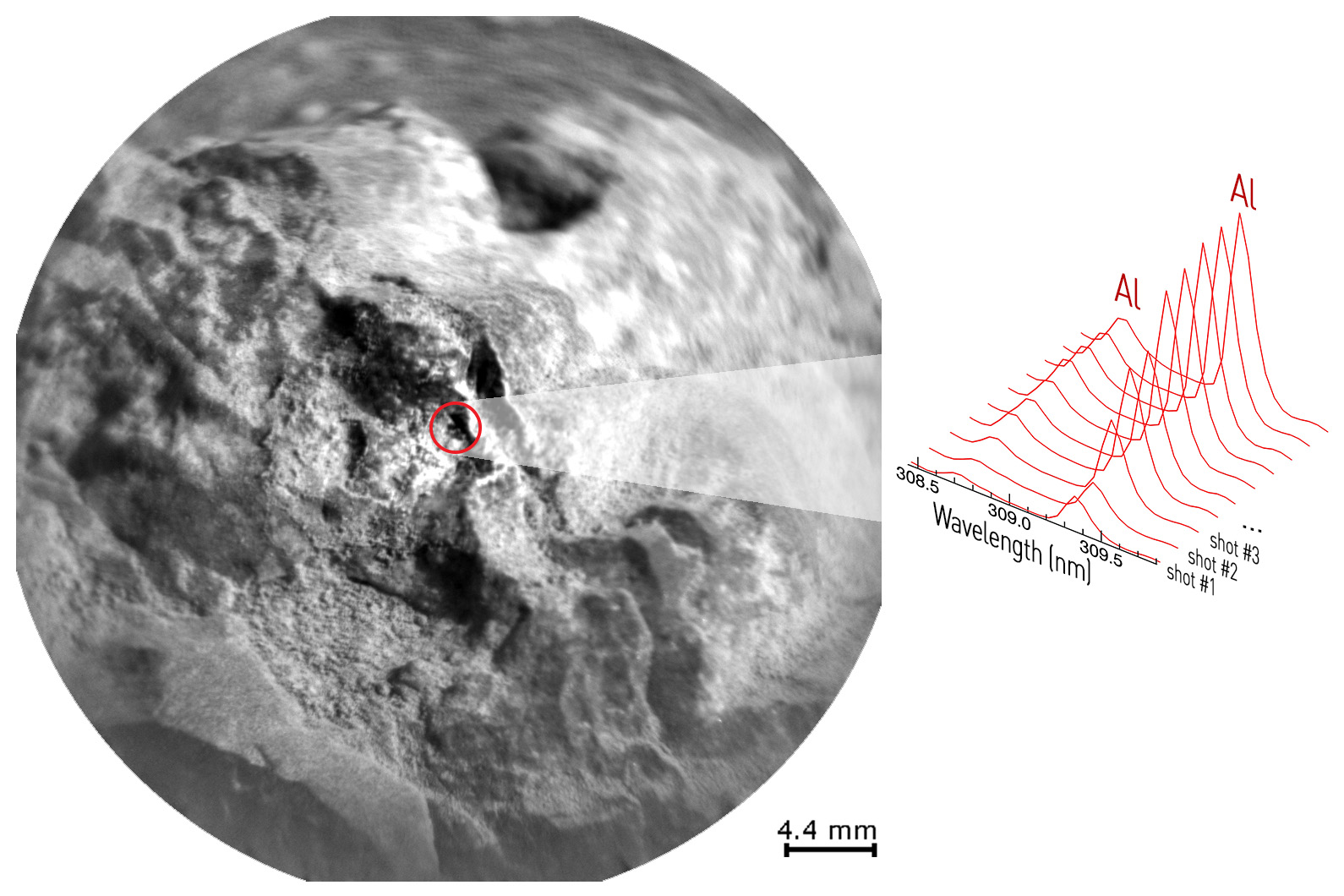
キュリオシティのChemCamからの化学元素のレーザースペクトル（ ノヴァ岩; 2014年7月12日）。